# 隆達濟縣

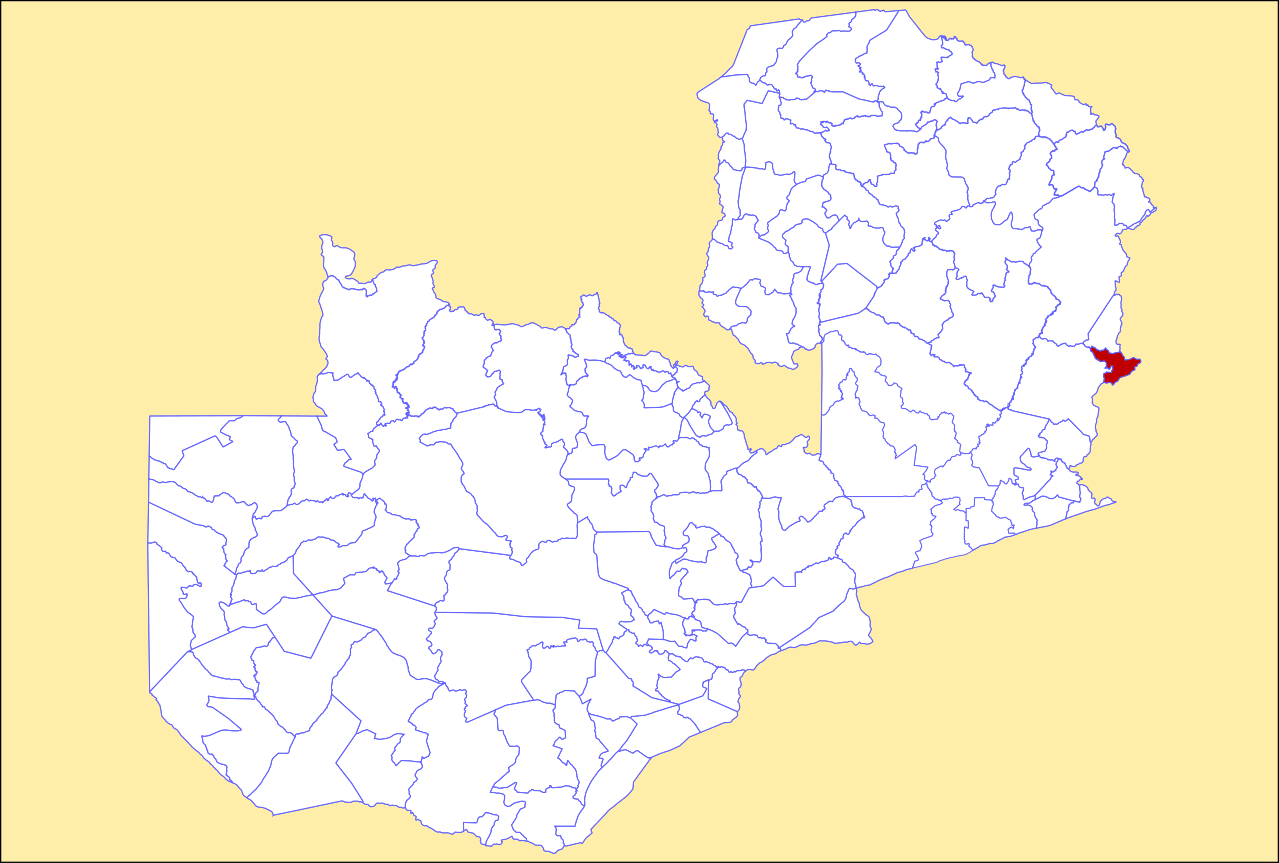

12°30′S 32°45′E / 12.500°S 32.750°E
隆達濟縣（英語：Lundazi District），是贊比亞的縣份，位於該國東部，由東方省負責管轄，首府設於隆達濟，面積14,058平方公里，2010年人口323,870，人口密度每平方公里23人。